# 鲁尔河畔韦特
鲁尔河畔韦特（德語：Wetter (Ruhr)），简称韦特（德語：Wetter，發音：[ˈvɛtɐ] ⓘ），是德国北莱茵-威斯特法伦州阿恩斯贝格行政区恩讷珀-鲁尔县的城市，面积31.54平方千米，2023年12月31日人口为27,450人。